# Waterkrachtcentrale Kanaker
De Waterkrachtcentrale Kanaker (Armeens: Քանաքեռի հիդրոէլեկտրակայան, K’anak’erri hidroelektrakayan) is een waterkrachtcentrale in Armenië en ligt in de provincie Jerevan. De centrale heeft een elektrische capaciteit van 102 megawatt. Bij de centrale ligt een stuwdam met stuwmeer en ligt aan de rivier de Hrazdan. Bij de centrale ligt de plaats Kanaker.

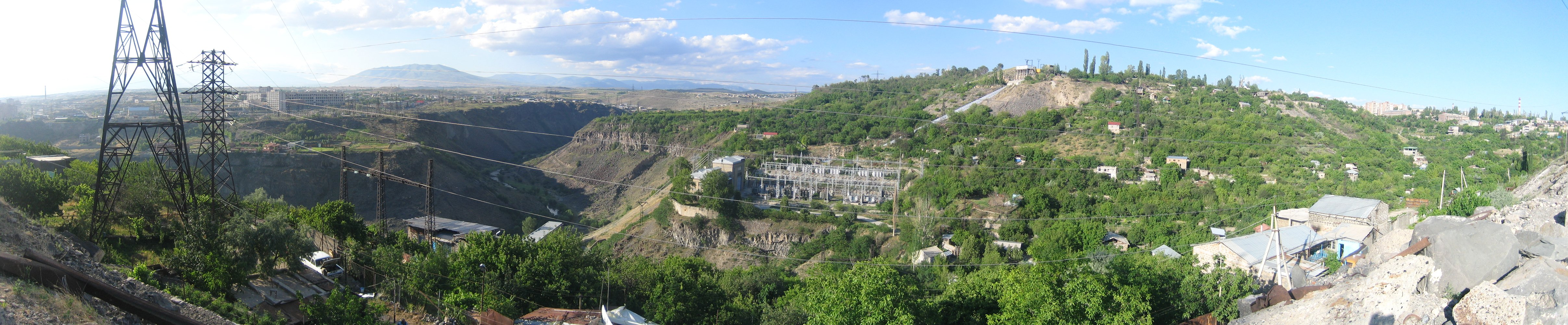